# Classe Pauk
Le unità appartenenti alla classe Pauk (Progetto 1241.2 Molnija-2 secondo la designazione russa) costituiscono un numeroso gruppo di corvette antisommergibile. Progettate e costruite in Unione Sovietica tra il 1980 e il 1992 in oltre 40 esemplari, sono classificate in Russia come MPK e PSKR (solo gli esemplari della Guardia di Frontiera Federale).

## Tecnica e versioni
Le Pauk sono state progettate per svolgere operazioni di contrasto nei confronti dei sottomarini nemici. Si tratta di imbarcazioni idonee ad operare nelle aree costiere, con limitate capacità nautiche. Lo scafo delle Pauk è costruito in acciaio, mentre le strutture sono in alluminio, che è più leggero.
La classe Pauk è stata costruita in diverse versioni. Le principali sono due.
- Progetto 1241.2: Pauk I. Si tratta della versione base, successivamente oggetto di esportazioni. Utilizzata anche dal servizio costiero della Guardia di Frontiera Federale (secondo alcune fonti, i Pauk utilizzati in questo ruolo apparterrebbero alla versione Progetto 1242.1P, sostanzialmente identica alla versione base).
- Progetto 1241PE: Pauk II. Si tratta della versione da esportazione. Alcuni esemplari costruiti per la marina cubana non sono mai stati consegnati e prestano servizio (o hanno prestato servizio) con la VMF russa. Vi sarebbero alcune differenze nelle dotazioni.

## Utilizzatori
Complessivamente, sono stati costruiti diverse decine di esemplari di questa classe. Gran parte di questi ha prestato servizio con la marina sovietica, ma alcuni sono anche stati esportati.

### Unione Sovietica
Si tratta del maggior utilizzatore di queste navi, con 45 esemplari entrati in servizio tra il 1980 ed il 1992. Inoltre, le Pauk sono state utilizzate anche dal servizio costiero del KGB.

### Russia
La Russia ha ereditato gran parte del materiale sovietico. In particolare, risultano aver prestato servizio con la marina russa i seguenti esemplari:
- MPK-11
- MPK-12
- MPK-15
- MPK-17
- MPK-19
- MPK-38
- MPK-50
- MPK-60
- MPK-61
- MPK-62
- MPK-68
- MPK-72
- MPK-88
- MPK-90
- MPK-93
- MPK-95
- MPK-100
- MPK-106
- MPK-116
- MPK-124
- MPK-144
- MPK-146
- MPK-157
- MPK-159
- MPK-222
- MPK-291
- MPK-345

Si tratta di esemplari appartenenti al tipo Pauk I, con l'eccezione di un Pauk II costruito per la marina cubana e mai consegnato. Nell'ottobre 2001, risultavano ancora in servizio cinque unità (MPK-??? Nikolay Kaplinov, MPK-60, MPK-64, MPK-144 ed MPK-291). Nel dicembre 2008 nessuna di queste imbarcazioni risultava in servizio attivo.
Ulteriori due esemplari Pauk II, sempre destinati alla marina cubana ma mai consegnati, hanno prestato servizio nella VMF russa (anche se secondo alcune fonti il reale utilizzatore sarebbe stata la Guardia di Frontiera Federale). Queste due unità sono:
- Novorossiysk, entrata in servizio nel 1997 ed operativa con la Flotta del Mar Nero.
- Kuban', entrata in servizio nel 1998 e che non risulta essere più attiva.

#### Servizio nella Guardia di Frontiera Federale
Nel dicembre 2008, il maggior utilizzatore delle classe Pauk risultava essere il servizio costiero della Guardia di Frontiera Federale, con ben 17 esemplari così distribuiti:
- Flotta del Pacifico
  - PSKR-800 Berkut
  - PSKR-801 Voron
  - PSKR-803 Kondor
  - PSKR-805
  - PSKR-807 Kobčik
  - PSKR-809 Krečet
  - PSKR-811 Saryč
  - PSKR-812 Sokol'
  - PSKR-816 Jastreb
  - PSKR-818
- Flotta del Baltico
  - PSKR-804 Tol'jatti
  - PSKR-802
  - PSKR-808 Grif
  - PSKR-810
  - PSKR-815
  - PSKR-817
- Flotta del Mar Nero
  - PSKR-814 Orlan

### Ucraina
L'Ucraina ha ricevuto cinque esemplari del tipo Pauk I in seguito alla dissoluzione dell'Unione Sovietica, ed alla relativa spartizione della Flotta del Mar Nero. Tre sono utilizzati dalla locale guardia costiera, mentre gli altri due (U207 Uzgorod ed U208 Hmelnieckiy) sono in carico alla marina.

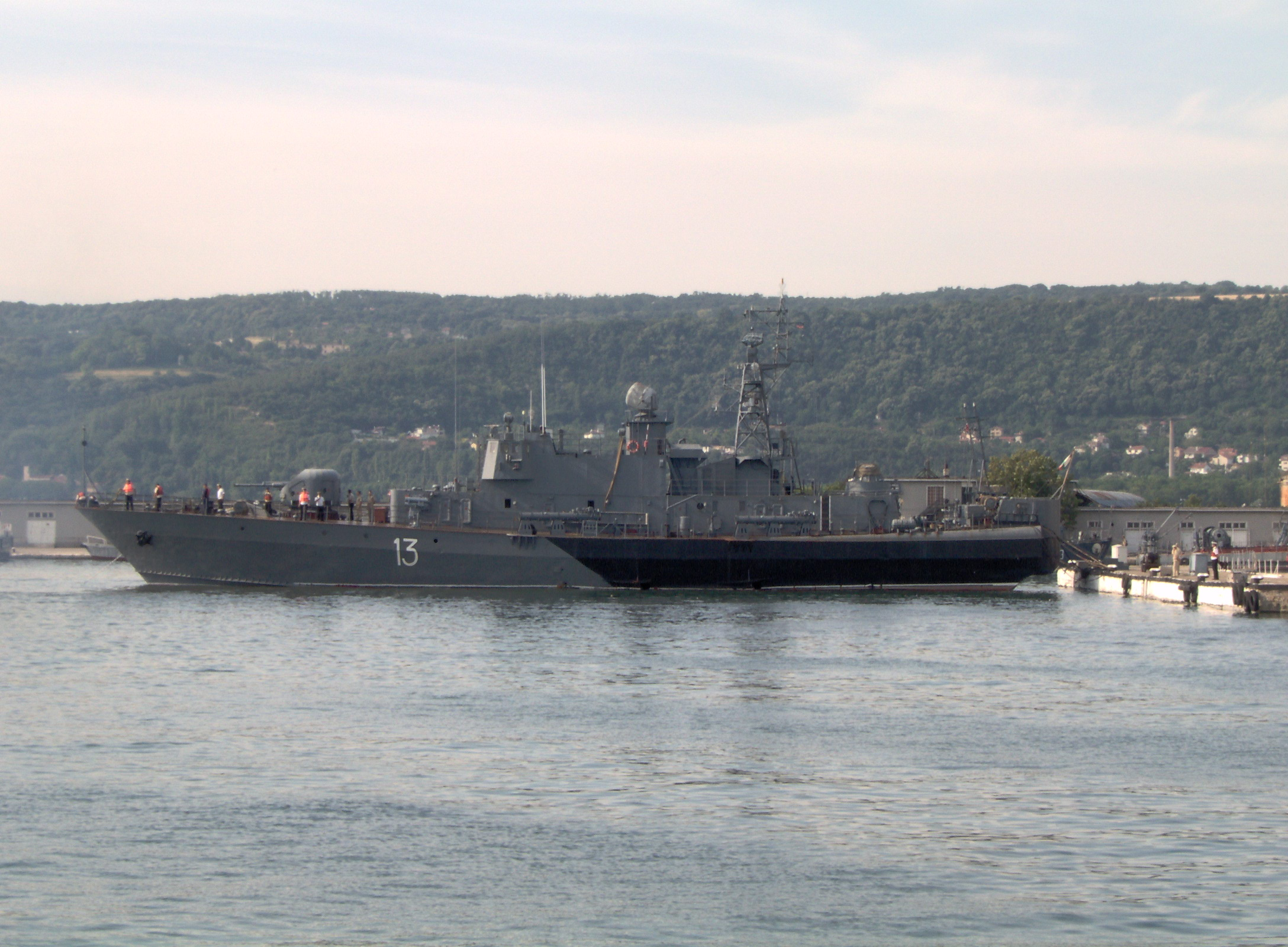
Il Reshitelni ormeggiato a Varna.

### Bulgaria
La marina bulgara ha ricevuto due esemplari del tipo Pauk I, tra il 1989 ed il 1990. Questi sono il  Reshitelni ed il Bodri.

### Cuba
La marina cubana ha ricevuto un esemplare della classe Pauk nel 1990, che probabilmente faceva parte di un ordine più numeroso (come riportato sopra, la marina russa ha avuto in servizio diverse Pauk originariamente costruite per Cuba). Non sono note le reali condizioni operative dell'imbarcazione.

### India
L'India ha ricevuto ben quattro esemplari di questa classe, tra il 1989 ed il 1991. Sono conosciute anche come classe Abhay.
- P33 Abhay (1989)
- P34 Ajay (1989)
- P35 Aksay (1991)
- P36 Agray (1991)

Risultano in servizio con la marina militare indiana.